# Онганджера
Онганджера — село в намібійській області Омусаті (регіон Овамболенд), місце народження очільника національно-визвольного руху, а згодом — першого президента Намібії — Сема Нуйоми.

## Географія
Населений пункт знаходиться на півночі країни поблизу міста Окахао.

### Клімат
Село знаходиться у зоні, котра характеризується кліматом помірних степів та напівпустель. Найтепліший місяць — листопад із середньою температурою 24.1 °C (75.4 °F). Найхолодніший місяць — липень, із середньою температурою 16.1 °С (61 °F).
| Клімат Онганджери       | Клімат Онганджери | Клімат Онганджери | Клімат Онганджери | Клімат Онганджери | Клімат Онганджери | Клімат Онганджери | Клімат Онганджери | Клімат Онганджери | Клімат Онганджери | Клімат Онганджери | Клімат Онганджери | Клімат Онганджери | Клімат Онганджери |
| Показник                | Січ.              | Лют.              | Бер.              | Квіт.             | Трав.             | Черв.             | Лип.              | Серп.             | Вер.              | Жовт.             | Лист.             | Груд.             | Рік               |
| Середня температура, °C | 23,8              | 23,3              | 22,4              | 21,8              | 19                | 16,3              | 16,1              | 18,2              | 21,7              | 23,7              | 24,1              | 23,9              | 21,2              |
| Норма опадів, мм        | 107.7             | 102.8             | 103.9             | 24.1              | 2.2               | 0.9               | 0.3               | 0.9               | 1.4               | 12.1              | 42.6              | 47.9              | 446.8             |
| Днів з опадами          | 9,2               | 11                | 8,6               | 4                 | 1,1               | 1                 | 0,3               | 0,4               | 0,6               | 2,2               | 5,4               | 7                 | 50,8              |
| Вологість повітря, %    | 56.2              | 60.5              | 63                | 56.3              | 43.3              | 39.6              | 36.1              | 33.4              | 32.4              | 38.3              | 45.3              | 50.6              | 46.3              |
| ----------------------- | ----------------- | ----------------- | ----------------- | ----------------- | ----------------- | ----------------- | ----------------- | ----------------- | ----------------- | ----------------- | ----------------- | ----------------- | ----------------- |
| Джерело: Weatherbase    |                   |                   |                   |                   |                   |                   |                   |                   |                   |                   |                   |                   |                   |